# Silicon Valley Classic
Il Silicon Valley Classic, noto anche come Mubadala Silicon Valley Classic per motivi di sponsorizzazione, è stato un torneo di tennis femminile del WTA Tour che si giocava sui campi in cemento del campus della San Jose State University a San Jose in California, USA dal 2018. Iniziato nel 1971, è stato il più vecchio torneo esclusivamente femminile disputato per una cinquantina d'anni.  È stato il primo torneo stagionale femminile delle US Open Series. Fino al 2017 si è disputato a Stanford. L'edizione del 2020 non è stata disputata a causa della pandemia di COVID-19.
Nel 2023 il torneo viene cancellato, (venendo parzialmente sostituito da un nuovo torneo femminile di categoria inferiore WTA 125, il Golden Gate Open a Stanford) ed è spostato dagli organizzatori a Washington DC dove viene unito al Citi Open, per dare luogo al Citi Open 2023.
Martina Navrátilová detiene il record di vittorie nel singolare con sei trofei (1978-1979-1980, 1988, 1991, e 1993).  Lindsay Davenport ne possiede altrettanti essendo la primatista nel doppio con successi nel 1994, 1996-1997-1998-1999, e 2010.

## Albo d'oro

### Singolare
| Anno        | Vincitore                             | Finalista                             | Punteggio                             |
| ----------- | ------------------------------------- | ------------------------------------- | ------------------------------------- |
| 1971        | Billie Jean King (1)                  | Rosemary Casals                       | 6–3, 6–4                              |
| 1972        | Billie Jean King (2)                  | Kerry Melville                        | 7–6, 7–6                              |
| 1973        | Margaret Court                        | Kerry Melville                        | 6–3, 6–3                              |
| 1974        | Billie Jean King (3)                  | Chris Evert                           | 7–6(2), 6–2                           |
| 1975        | Chris Evert (1)                       | Billie Jean King                      | 6–1, 6–1                              |
| 1976        | Chris Evert (2)                       | Evonne Goolagong Cawley               | 7–5, 7–6(2)                           |
| 1977        | Sue Barker                            | Virginia Wade                         | 6–3, 6–4                              |
| 1978        | Martina Navrátilová (1)               |                                       |                                       |
| 1979        | Martina Navrátilová (2)               | Chris Evert                           | 7–5, 7–5                              |
| 1980        | Martina Navrátilová (3)               | Evonne Goolagong Cawley               | 6–1, 7–6(4)                           |
| 1981        | Andrea Jaeger (1)                     | Virginia Wade                         | 6–3, 6–1                              |
| 1982        | Andrea Jaeger (2)                     | Chris Evert-Lloyd                     | 7–6(5), 6–4                           |
| 1983        | Bettina Bunge                         | Sylvia Hanika                         | 6–3, 6–3                              |
| 1984        | Hana Mandlíková (1)                   | Martina Navrátilová                   | 7–6(6), 3–6, 6–4                      |
| 1985        | Hana Mandlíková (2)                   | Chris Evert-Lloyd                     | 6–2, 6–4                              |
| 1986        | Chris Evert-Lloyd (3)                 | Kathy Jordan                          | 6–2, 6–4                              |
| 1987        | Zina Garrison (1)                     | Sylvia Hanika                         | 7–5, 4–6, 6–3                         |
| 1988        | Martina Navrátilová (4)               | Larisa Neiland                        | 6–1, 6–2                              |
| 1989        | Zina Garrison (2)                     | Larisa Neiland                        | 6–1, 6–1                              |
| 1990        | Monica Seles (1)                      | Martina Navrátilová                   | 6–3, 7–6(5)                           |
| 1991        | Martina Navrátilová (5)               | Monica Seles                          | 6–3, 3–6, 6–3                         |
| 1992        | Monica Seles (2)                      | Martina Navrátilová                   | 6–3, 6–4                              |
| 1993        | Martina Navrátilová (6)               | Zina Garrison                         | 6–2, 7–6(1)                           |
| 1994        | Arantxa Sánchez Vicario               | Martina Navrátilová                   | 1–6, 7–6(5), 7–6(5)                   |
| 1995        | Magdalena Maleeva                     | Ai Sugiyama                           | 6–3, 6–4                              |
| 1996        | Martina Hingis (1)                    | Monica Seles                          | 6–2, 6–0                              |
| 1997        | Martina Hingis (2)                    | Conchita Martínez                     | 6–0, 6–2                              |
| 1998        | Lindsay Davenport (1)                 | Venus Williams                        | 6–4, 5–7, 6–4                         |
| 1999        | Lindsay Davenport (2)                 | Venus Williams                        | 7–6(1), 6–2                           |
| 2000        | Venus Williams (1)                    | Lindsay Davenport                     | 6–1, 6–4                              |
| 2001        | Kim Clijsters (1)                     | Lindsay Davenport                     | 6–4, 6(5)–7, 6–1                      |
| 2002        | Venus Williams (2)                    | Kim Clijsters                         | 6–3, 6–3                              |
| 2003        | Kim Clijsters (2)                     | Jennifer Capriati                     | 4–6, 6–4, 6–2                         |
| 2004        | Lindsay Davenport (3)                 | Venus Williams                        | 7–6(4), 5–7, 7–6(4)                   |
| 2005        | Kim Clijsters (3)                     | Venus Williams                        | 7–5, 6–2                              |
| 2006        | Kim Clijsters (4)                     | Patty Schnyder                        | 6–4, 6–2                              |
| 2007        | Anna Čakvetadze                       | Sania Mirza                           | 6–3, 6–2                              |
| 2008        | Aleksandra Wozniak                    | Marion Bartoli                        | 7–5, 6–3                              |
| ↓ Premier ↓ |                                       |                                       |                                       |
| 2009        | Marion Bartoli                        | Venus Williams                        | 6–2, 5–7, 6–4                         |
| 2010        | Viktoryja Azaranka                    | Marija Šarapova                       | 6–4, 6–1                              |
| 2011        | Serena Williams (1)                   | Marion Bartoli                        | 7–5, 6–1                              |
| 2012        | Serena Williams (2)                   | Coco Vandeweghe                       | 7–5, 6–3                              |
| 2013        | Dominika Cibulková                    | Agnieszka Radwańska                   | 3–6, 6–4, 6–4                         |
| 2014        | Serena Williams (3)                   | Angelique Kerber                      | 7–6(1), 6–3                           |
| 2015        | Angelique Kerber                      | Karolína Plíšková                     | 6–3, 5–7, 6–4                         |
| 2016        | Johanna Konta                         | Venus Williams                        | 7–5, 5–7, 6–2                         |
| 2017        | Madison Keys                          | Coco Vandeweghe                       | 7–6(4), 6–4                           |
| 2018        | Mihaela Buzărnescu                    | Maria Sakkarī                         | 6–1, 6–0                              |
| 2019        | Zheng Saisai                          | Aryna Sabalenka                       | 6–3, 7–6(3)                           |
| 2020        | Annullato per pandemia di Coronavirus | Annullato per pandemia di Coronavirus | Annullato per pandemia di Coronavirus |
| ↓ WTA 500 ↓ |                                       |                                       |                                       |
| 2021        | Danielle Collins                      | Dar'ja Kasatkina                      | 6–3, 6(10)–7, 6–1                     |
| 2022        | Dar'ja Kasatkina                      | Shelby Rogers                         | 6(2)–7, 6–1, 6–2                      |

### Doppio
| Anno        | Vincitori                                     | Finalisti                                      | Punteggio                             |
| ----------- | --------------------------------------------- | ---------------------------------------------- | ------------------------------------- |
| 1971        | Rosemary Casals (1) Billie Jean King (1)      | Françoise Dürr Ann Haydon Jones                | 6–4, 6–7, 6–1                         |
| 1972        | Rosemary Casals (2) Virginia Wade             | Françoise Dürr Judy Tegart Dalton              | 6–3, 5–7, 6–2                         |
| 1973        | Margaret Court Lesley Hunt                    | Wendy Overton Valerie Ziegenfuss               | 6–1, 7–5                              |
| 1974        | Chris Evert (1) Billie Jean King (2)          | Françoise Dürr Betty Stöve                     | 6–4, 6–2                              |
| 1975        | Chris Evert (2) Billie Jean King (3)          | Rosemary Casals Virginia Wade                  | 6–2, 7–5                              |
| 1976        | Billie Jean King (4) Betty Stöve              | Rosemary Casals Françoise Dürr                 | 6–4, 6–1                              |
| 1977        | Kerry Melville Reid Greer Stevens             | Sue Barker Ann Kiyomura                        | 6–3, 6–1                              |
| 1978        | non disputato                                 | non disputato                                  | non disputato                         |
| 1979        | Rosemary Casals (3) Chris Evert (3)           | Tracy Austin Betty Stöve                       | 3–6, 6–4, 6–3                         |
| 1980        | Sue Barker Ann Kiyomura                       | Greer Stevens Virginia Wade                    | 6–0, 6–4                              |
| 1981        | Rosemary Casals (4) Wendy Turnbull            | Martina Navrátilová Virginia Wade              | 6–1, 6–4                              |
| 1982        | Barbara Potter Sharon Walsh                   | Kathy Jordan Pam Shriver                       | 6–1, 3–6, 7–6(5)                      |
| 1983        | Claudia Kohde Kilsch Eva Pfaff                | Rosemary Casals Wendy Turnbull                 | 6–4, 4–6, 6–4                         |
| 1984        | Martina Navrátilová (1) Pam Shriver           | Rosemary Casals Alycia Moulton                 | 6–2, 6–3                              |
| 1985        | Hana Mandlíková (1) Wendy Turnbull (1)        | Rosalyn Fairbank Candy Reynolds                | 4–6, 7–5, 6–1                         |
| 1986        | Hana Mandlíková (2) Wendy Turnbull (2)        | Bonnie Gadusek Helena Suková                   | 7–6(5), 6–1                           |
| 1987        | Hana Mandlíková (3) Wendy Turnbull (3)        | Zina Garrison Gabriela Sabatini                | 6–4, 7–6(4)                           |
| 1988        | Rosemary Casals (5) Martina Navrátilová (2)   | Hana Mandlíková Jana Novotná                   | 6–4, 6–4                              |
| 1989        | Patty Fendick (1) Jill Hetherington           | Larisa Neiland Nataša Zvereva                  | 7–5, 3–6, 6–2                         |
| 1990        | Meredith McGrath (1) Anne Smith               | Rosalyn Fairbank Robin White                   | 2–6, 6–0, 6–4                         |
| 1991        | Patty Fendick (2) Gigi Fernández (1)          | Martina Navrátilová Pam Shriver                | 6–4, 7–5                              |
| 1992        | Gigi Fernández (2) Nataša Zvereva (1)         | Rosalyn Fairbank-Nideffer Gretchen Rush Magers | 3–6, 6–2, 6–4                         |
| 1993        | Patty Fendick (3) Meredith McGrath (2)        | Amanda Coetzer Inés Gorrochategui              | 6–2, 6–0                              |
| 1994        | Lindsay Davenport (1) Arantxa Sánchez Vicario | Gigi Fernández Martina Navrátilová             | 7–5, 6–4                              |
| 1995        | Lori McNeil Helena Suková                     | Katrina Adams Zina Garrison                    | 3–6, 6–4, 6–3                         |
| 1996        | Lindsay Davenport (2) Mary Joe Fernández      | Gigi Fernández Nathalie Tauziat                | 6–1, 6–3                              |
| 1997        | Lindsay Davenport (3) Martina Hingis          | Conchita Martínez Patricia Tarabini            | 6–1, 6–3                              |
| 1998        | Lindsay Davenport (4) Nataša Zvereva (2)      | Larisa Neiland Olena Tatarkova                 | 6–4, 6–4                              |
| 1999        | Lindsay Davenport (5) Corina Morariu          | Anna Kurnikova Elena Lichovceva                | 6–4, 6–4                              |
| 2000        | Chanda Rubin Sandrine Testud                  | Cara Black Amy Frazier                         | 6–4, 6–4                              |
| 2001        | Janet Lee Wynne Prakusya                      | Nicole Arendt Caroline Vis                     | 3–6, 6–3, 6–3                         |
| 2002        | Lisa Raymond (1) Rennae Stubbs (1)            | Janette Husárová Conchita Martínez             | 6–1, 6–1                              |
| 2003        | Cara Black (1) Lisa Raymond (2)               | Yoon Jeong Cho Francesca Schiavone             | 7–6(5), 6–1                           |
| 2004        | Eléni Daniilídou Nicole Pratt                 | Iveta Benešová Claudine Schaul                 | 6–2, 6–4                              |
| 2005        | Cara Black (2) Rennae Stubbs (2)              | Elena Lichovceva Vera Zvonarëva                | 6–3, 7–5                              |
| 2006        | Anna-Lena Grönefeld Shahar Peer (1)           | Maria Elena Camerin Gisela Dulko               | 6–1, 6–4                              |
| 2007        | Sania Mirza Shahar Peer (2)                   | Viktoryja Azaranka Anna Čakvetadze             | 6–4, 7–6(5)                           |
| 2008        | Cara Black (3) Liezel Huber (1)               | Elena Vesnina Vera Zvonarëva                   | 6–4, 6–3                              |
| ↓ Premier ↓ |                                               |                                                |                                       |
| 2009        | Serena Williams Venus Williams                | Yung-Jan Chan Monica Niculescu                 | 6–4, 6–1                              |
| 2010        | Lindsay Davenport (6) Liezel Huber (2)        | Chan Yung-jan Zheng Jie                        | 7–5, 6(8)–7, [10–8]                   |
| 2011        | Viktoryja Azaranka Marija Kirilenko           | Liezel Huber Lisa Raymond                      | 6–1, 6–3                              |
| 2012        | Marina Eraković Heather Watson                | Jarmila Gajdošová Vania King                   | 7–5, 7–6(7)                           |
| 2013        | Raquel Kops-Jones Abigail Spears (1)          | Julia Görges Darija Jurak                      | 6–2, 7–6(4)                           |
| 2014        | Garbiñe Muguruza Carla Suárez Navarro         | Paula Kania Kateřina Siniaková                 | 6–2, 4–6, [10–5]                      |
| 2015        | Xu Yifan (1) Zheng Saisai                     | Arantxa Parra Santonja Anabel Medina Garrigues | 6–1, 6–3                              |
| 2016        | Raquel Atawo Abigail Spears (2)               | Darija Jurak Anastasija Rodionova              | 6–3, 6–4                              |
| 2017        | Abigail Spears (3) Coco Vandeweghe            | Alizé Cornet Alicja Rosolska                   | 6–2, 6–3                              |
| 2018        | Latisha Chan Květa Peschke (1)                | Ljudmyla Kičenok Nadija Kičenok                | 6–4, 6–1                              |
| 2019        | Nicole Melichar Květa Peschke (2)             | Shūko Aoyama Ena Shibahara                     | 6–4, 6–4                              |
| 2020        | Annullato per pandemia di Coronavirus         | Annullato per pandemia di Coronavirus          | Annullato per pandemia di Coronavirus |
| ↓ WTA 500 ↓ |                                               |                                                |                                       |
| 2021        | Darija Jurak Andreja Klepač                   | Gabriela Dabrowski Luisa Stefani               | 6–1, 7–5                              |
| 2022        | Xu Yifan (2) Yang Zhaoxuan                    | Shūko Aoyama Chan Hao-ching                    | 7–5, 6–0                              |